# Чустський район

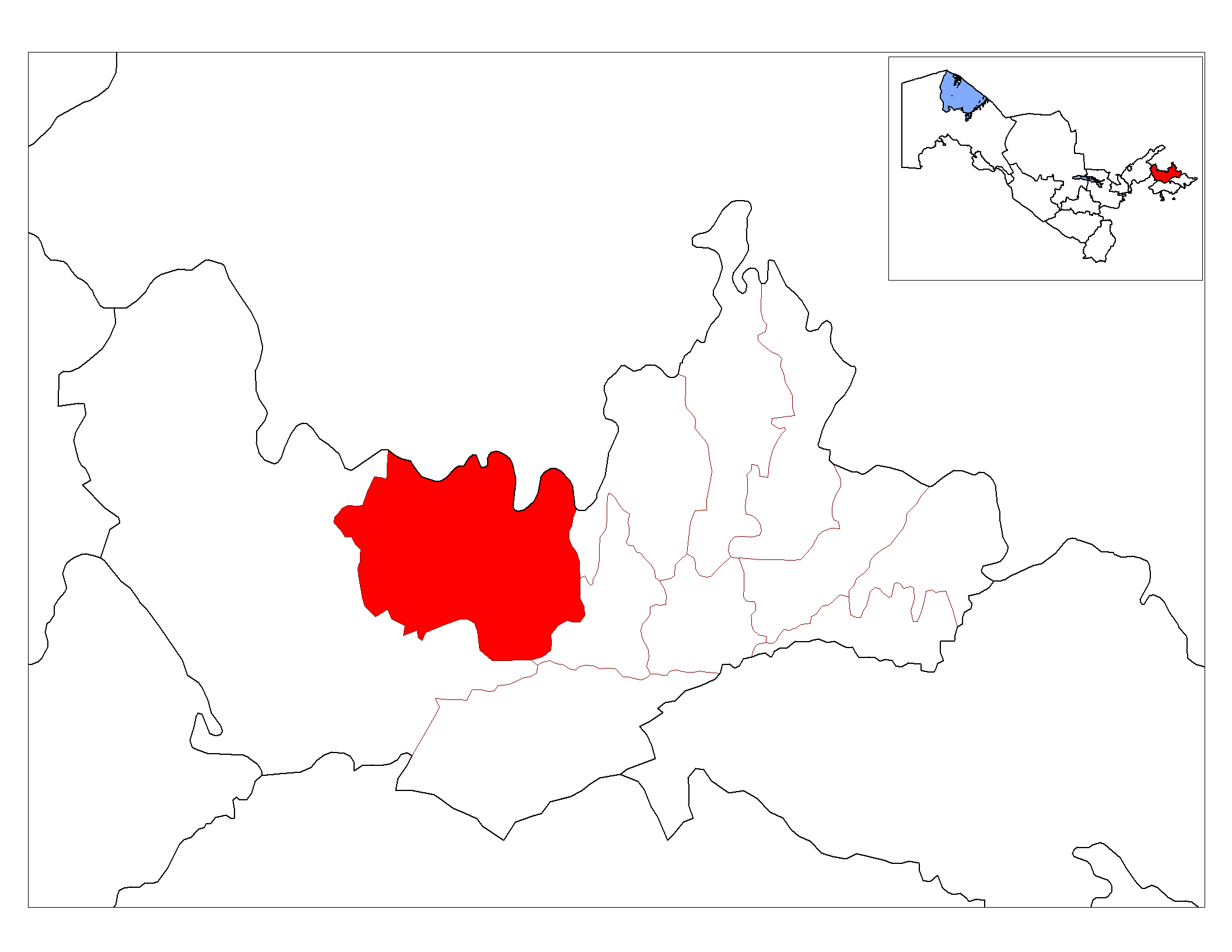
Розташування району в Наманганській області.

Чустський район (узб. Чуст тумани, Chust tumani) — район у Наманганській області Узбекистану. Розташований на півночі області. Утворений в 1930-их роках. Центр — місто Чуст.
| Узбекистан | Це незавершена стаття з географії Узбекистану. Ви можете допомогти проєкту, виправивши або дописавши її. |